# Debeli Brijeg
Debeli Brijeg je glavni granični prijelaz Crne Gore s Hrvatskom. Hrvatski punkt poznat je kao Karasovići. Nalazi se na Jadranskoj magistrali.
Debeli Brijeg je u općini Herceg Novi oko 6 km od Igala.